# Warrick County
Warrick County is een county in de Amerikaanse staat Indiana.
De county heeft een landoppervlakte van 995 km² en telt 52.383 inwoners (volkstelling 2000). De hoofdplaats is Boonville.

## Bevolkingsontwikkeling

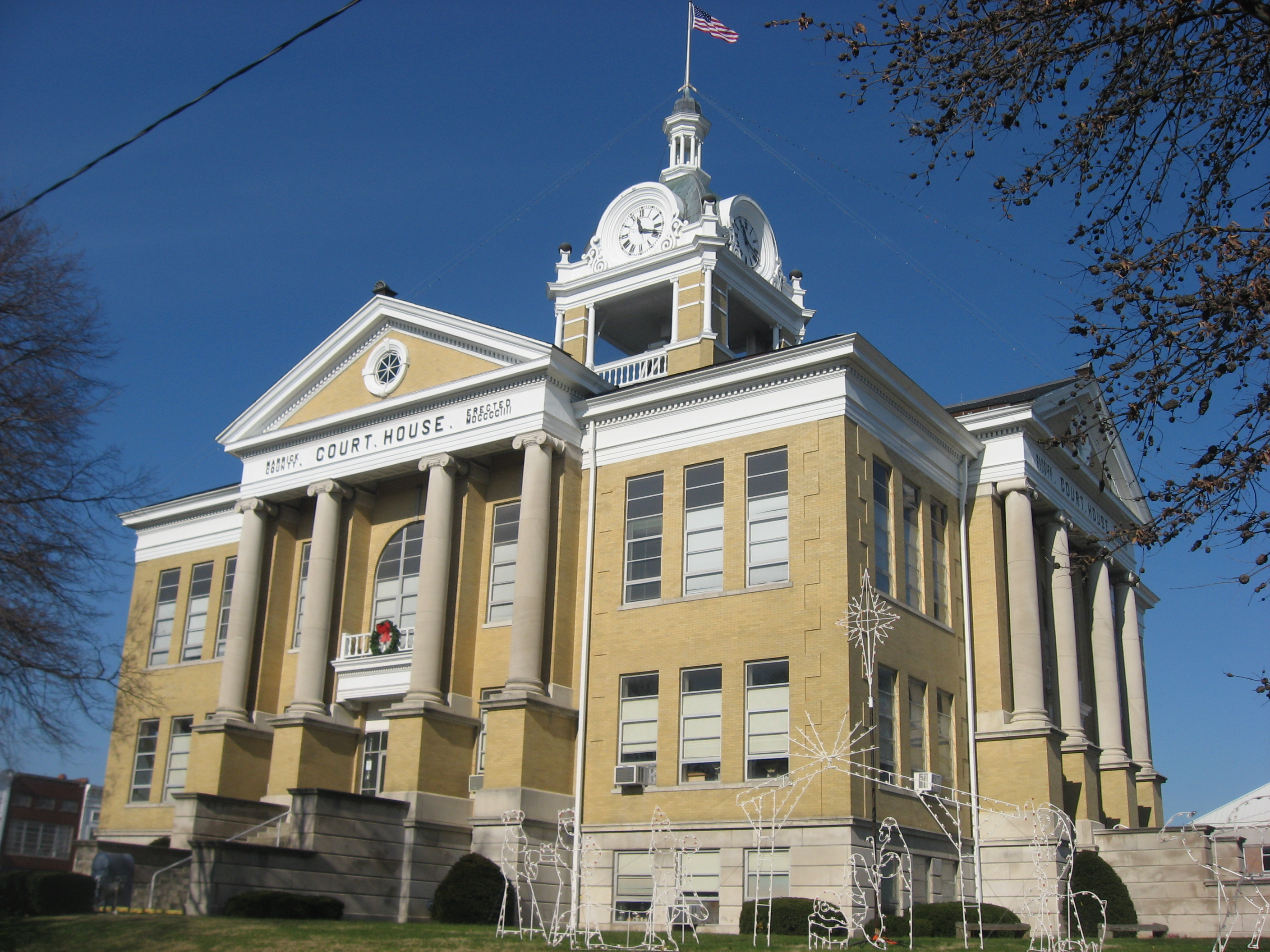
Warrick County Courthouse